# Rafael Valdivieso Miranda
Rafael Valdivieso Miranda es un obispo católico y Presidente de la Conferencia Episcopal de Panamá. Ejerce su ministerio episcopal en la Diócesis de Chitré, de la República de Panamá.

## Biografía[3]

### Nacimiento
Nace en David, provincia de Chiriquí, República de Panamá, el 18 de marzo de 1968.

### Estudios y títulos obtenidos
- Filosofía y teología en el Seminario Mayor San José de Panamá.
- Licenciado en Teología Moral en la Pontificia Universidad Gregoriana, de Roma (2001-2003).
- Magíster en Bioética en el Instituto “Regina Apostolorum” de Roma (2003).
- Diplomado en Ética Sociales en el “Katholish Solciales Institut” de Colonia, Alemania (2003).

### Sacerdote
Fue ordenado presbítero, el 16 de diciembre de 1995, en la Catedral Metropolitana de Panamá.

#### Cargos como presbítero
- Vicario en la Parroquia de Santa Ana de Panamá (1996-1997).
- Capellán del Hospital “Santo Tomás” (1997-1999).
- Párroco de la parroquia de “San José”, de Chame (1999-2001).
- Formador, ecónomo y profesor en el Seminario Mayor San José de Panamá (2004 – 2010).
- Rector del Seminario Mayor San José de Panamá, del 2011 al 2013.
- Profesor de posgrado de la Universidad “Santa María la Antigua”, de “Ética de la Economía y de la Empresa”.

## Obispo

### Nombramiento como obispo de Chitré
Fue nombrado por el Papa Francisco, Obispo de la Diócesis de Chitré, el 25 de abril de 2013.

### Ordenación y toma de posesión canónica
Su Ordenación Episcopal y toma de posesión canónica se realizó el 6 de julio de 2013.

#### Obispos consagrantes
- Consagrante principal:
  - Mons. Andrés Carrascosa Coso (Nuncio Apostólico en Panamá y Arzobispo titular de Elo)
- Principales Co-consagrantes:
  - Mons. José Domingo Ulloa Mendieta , OSA (Arzobispo de Panamá)
  - Mons. Fernando Torres Durán (Obispo Emérito de Chitré)

### Cargos como obispo
- Presidente del Consejo de Vocaciones y Ministerios 2013-2015
- Vicepresidente de la CEP 2016-2019.
- Obispo responsable de la Región de Centroamérica, del Departamento de Vocaciones y Ministerios en el CELAM

## Sucesión
| Predecesor: Mons. Fernando Torres Durán | IV Obispo de Chitré Desde el 25 de abril de 2013 hasta la fecha | Sucesor: En el cargo |